# Nils Appelgren
Nils Appelgren, född 20 april 1630 i Sankt Nikolai församling, Stockholm, död 20 oktober 1677, var en svensk direktör

## Biografi
Nils Appelgren föddes 1630 i Sankt Nikolai församling i Stockholm och döptes 24 april samma år. Han var son till kammarrådet Johan Appelgren och Elsa Tungel. Appelgren blev 18 september 1648 student vid Uppsala universitet och 1648 vid Kungliga akademien i Åbo. Han blev 13 april 1663 assessor i kammarrevisionen och 15 februari 1676 direktör i kammarrevisionen. Appelgren avled 1677 och begravdes i Storkyrkan i Stockholm där hans vapen sattes upp.

### Egendom
Appelgren ägde gården Hylinge i Västra Husby socken.

### Familj
Appelgren gifte sig 1663 med Catharina Gyldenklou (1643–1696), dotter av presidenten Anders Gyldenklou och Anna Buraea. De fick tillsammans barnen Anna Catharina Appelgren (1664–1697) som var gift med överstelöjtnanten Olof Wijnbladh, Elsa Appelgren (1665–1741) som var gift med generallöjtnanten Jacob Burensköld, Maria Christina Appelgren (född 1666), Christina Beata Appelgren (1667–1754) som var gift med hovrättsrådet Johan Lilliemarck, Maria Elisabet Appelgren (1668–1695), översten Anders Appelgren (1670–1716) vid Östgöta infanteriregemente, Brita Juliana Appelgren (1671–1676) och Christina Appelgren (1672–1741) som var gift med ryttmästaren Otto Henrik Schulman och överstelöjtnanten Erik Axel Ekehielm. Efter Appelgrens död gifte Catharina Gyldenklou om sig med hov kanslern Johan Bergenhielm.